# إندازيفلام
إندازيفلام هو مبيد أعشاب استباقي خاصة لمكافحة الحشائش في محاصيل الأشجار والشجيرات. 

## لمحة تاريخية
سجّلت شركة إديمتسو كوسان اليابانية في عام 1991 براءة اختراع لمشتقات مركب 2-أمينو 6-فلوروألكيل التريازين كمبيدات للأعشاب. أطلق على أحد هذه المركبات لاحقًا الاسم الشائع أيزوتريازيفلام، ولكن لم يحقق هذا المركب سوى نجاح محدود كمبيد أعشاب تجاري. 
قام باحثون من شركة باير الأمريكية للكيماويات بعد ذلك باستكمال الأبحاث في هذا المجال من الكيمياء ووجدوا أن مشتق الإندازيفلام يتمتع بخصائص فائقة، فسجلوا براءة اختراع المركب وطوروه تحت رقم الكود BCS-AA10717. ثم حصل مركب الإندازيفلام لأول مرة على الموافقة بالاستخدام في الولايات المتحدة الأمريكية في عام 2010. 

## آلية العمل
يعمل الإندازيفلام كمثبط للتخليق الحيوي السليلوز. وصفت آلية العمل التي يؤثر من خلالها الإندازيفلام كمثبط للتخليق الحيوي للسليلوز في النباتات لأول مرة في عام 2009، وأثبتت في عام 2014.
صنّفت لجنة مكافحة مبيدات الأعشاب التابعة لجمعية علوم الأعشاب الأمريكية مثبطات التخليق الحيوي للسليلوز (CBIs)، والتي من بينها الإندازيفلام، ضمن الفئة 29 من مبيدات الأعشاب.

## المقاومة
لا توجد مجموعات مقاومة معروفة للإندازيفلام ولأي مركب ينتمي إلى فئة مثبطات التخليق الحيوي للسليلوز من مبيدات الأعشاب بشكل عام حتى مارس 2021 باستثناء مبيد الكينكلوراك.

## العلامات التجارية
تُصنع شركة باير للكيماويات مبيد الإندازيفلام كمنتج قائم بذاته أو كجزء من أحد أنواع المبيدات الأخرى، أو يتم خلطه أحيانًا مع ثنائي بروميد الديكوات وأيزوبروبيل أمين الغليفوسات، وتضخه إلى الأسواق من خلال عدة خطوط صناعية مثل خط مارينغو، واسبلاناد، وسبيكتيكل، وأليون.

## الاستخدامات
حصلت مبيدات الإندازيفلام على الموافقة بالاستخدام في الولايات المتحدة الأمريكية في حماية محاصيل نباتات الجنجلات، والتوت البري، والبن، والتوت، والمحاصيل الاستوائية، والفواكه ذات النواة الصلبة، وأشجار الجوز. ويستخدم الإندازيفلام كمبيد استباقي للأعشاب، أي يجب استعماله قبل نمو الحشائش في المحاصيل.